# Villers-Sainte-Gertrude
Pour les articles homonymes, voir Villers et Sainte-Gertrude.
Villers-Sainte-Gertrude (en wallon Viyé-Sinte-Djetrou) est une section et un village de la ville belge de Durbuy située en Région wallonne dans la province de Luxembourg.
Le village, situé sur une crête au pied de laquelle coulent l'Aisne (un petit affluent de l'Ourthe) et le ruisseau du Vieux-Fourneau, est un agréable centre de villégiature très fréquenté par les touristes durant la période estivale.
La section est composée de Grand-Bru et de Villers-Sainte-Gertrude et des lieux-dits Moulin des Roches, Hiva et Champs des Cognées.

## Évolution démographique
- Source: DGS, 1831 à 1970=recensements population, 1976= habitants au 31 décembre

## Histoire
En 966, Villers est mentionnée dans un document où l'empereur Otton Ier confirme les possessions du monastère Sainte-Gertrude de Nivelles. Le territoire de Villers avait été cédé au monastère fondé par sainte Gertrude par le comte de Hainaut. Mis en gagère par le monastère de Nivelles à la fin du XVIe siècle, le domaine de Villers reviendra à l'abbaye cistercienne du Val-Saint-Lambert à qui il appartient jusqu'au XVIIIe siècle.
Du XVIe siècle au XVIIIe siècle, Villers-Sainte-Gertrude participe à l'activité métallurgique que connaît la Terre de Durbuy.
Villers-Sainte-Gertrude n'est une commune à part entière de la province de Luxembourg que depuis 1839. Elle faisait partie avant cela du département de l'Ourthe. Les localités de Deux-Rys et Roche à Frêne (détachés de Harre) lui furent rattachées en 1826. Elle est intégrée à la commune de Durbuy à la fusion des communes de 1977. 

## Personnalités
- J. Pondant. Enrôlé dans les armées françaises après l'invasion des Pays-Bas, on le retrouve à Bayonne (Pyrénées Atlantiques, France) lorsque Napoléon y concentre des troupes pour envahir le Portugal. Il fait rédiger une dizaine de lettres qu'il adresse aux membres de sa famille restés au pays. Il révèle sa fierté de devenir caporal mais laisse clairement supposer les atrocités auxquelles se livrent les soldats français de retour de Lisbonne. Cette correspondance, détenue en France par les descendants Brisbois, a été publiée.